# Arcadis
Arcadis NV er en nederlandsk design-, ingeniør- og projektstyringsvirksomhed med hovedkvarter i Zuidas, Amsterdam. De har 350 afdelinger i 40 lande. I 2021 havde de en omsætning på 3,4 mia. euro og ca. 29.000 ansatte.

## Historie
Arcadis blev etableret som en landvindingsspecialist Nederlandsche Heidemaatschappij i 1888. I 1972 blev virksomheden restruktureret og fik navnet Heidemij. Det nuværende navn "Arcadis" blev indført i 1997.